# Rózsadombi paktum
A rózsadombi paktum egy, a „moszkvai forgatókönyvhöz” hasonlatos, a magyarországi rendszerváltás körüli anomáliák kapcsán napvilágot látott összeesküvés-elmélet. Az állítólagos titkos szovjet–amerikai–magyar–izraeli politikai megállapodás értelmében a szocialista elit átmenthette pozícióit az új rendszerbe. A húsz pontba foglalt paktum híre először 1992-ben, egy szélsőjobboldalinak tartott, Amerikában kiadott magyar lapban jelent meg és azóta is gyakran felbukkan a (főleg radikális jobboldali) magyar nyelvű sajtóban, hol 1989-es, hol 1991-es keltezéssel.

## Története
Az összeesküvés-elmélet első (ismert) verziója 1992. február 20-án jelent meg az amerikai Akron városában kiadott Amerikai-Kanadai Magyar Életben. Az írást Bakos Gyula álnéven Dömötör Tibor, 1956-ban emigrált lelkész jegyezte. A cikket az emigráns jobboldali magyar sajtó (pl. a Szittyakürt) hamar átvette. Itt Fáy István révén változott a kezdeti, 1991. március 15-ei keltezés 1989. március 15-ére.
A különböző verziók megegyeznek a paktumot megkötő személyek listájában. Ezek: a távozó szovjet hadsereg tábornoka, a szovjet titkosrendőrség (KGB) ezredese, az amerikai követség első titkára, a CIA egyik tisztje, az izraeli titkosszolgálat (Moszad) képviselője, a magyar katolikus egyház és az izraelita közösség egy-egy megbízottja, valamint további öt magyar politikai vezető. Az állítólagos magyar aláírók: Antall József, Horn Gyula, Pető Iván, Paskai László, Göncz Árpád, Zoltai Gusztáv és Boross Péter.
A megállapodás lényege, hogy a szovjet csapatok kivonulásáért cserébe a magyar demokrácia és gazdaság fejlődését visszafogják.

## A paktum pontjai
A rózsadombi paktum változatai általában 20 pontból állnak és többnyire csak szövegezésükben térnek el egymástól.
1. A szovjet csapatok békés és barátságos kivonulása Magyarországról
2. A Szovjetunió kárpótlása a hátrahagyott épületekért és javakért (az általuk okozott hatalmas környezeti károkról akkor még nem sok fogalmunk volt)
3. Barátságos politikai és gazdasági viszony kiépítése a Szovjetunió és Magyarország között
4. Mindennemű szovjetellenes tevékenység megakadályozása
5. A határok kölcsönös megnyitása a Szovjetunió és Magyarország között
6. A volt kommunista párttagok minden büntetés alól való mentesítése
7. A volt kommunista titkosszolgálat, határőrség, rendőrség megvédése az esetleges megtorlástól
8. A volt kommunisták más pártokban való indítása a választásokon
9. Az államvagyon átmentése a volt kommunisták kezébe
10. Az igazságszolgáltatás megtartása a volt kommunisták kezében
11. Minden zsidóellenes megnyilatkozás, megmozdulás és szervezkedés megtorlása
12. A szélsőjobboldali pártok szervezkedésének megakadályozása
13. Állandó hangoztatása annak, hogy a magyar határok véglegesek és azokon nem lehet változtatni
14. Az új magyar kormány nem tarthat kapcsolatot jobboldali emigrációs személyekkel, szervezetekkel és csoportokkal
15. A románok, jugoszlávok és szlovákok felé csak barátságos nyilatkozatok láthatnak napvilágot
16. Az 1956-os eseményeket, mint a kommunizmus megjavítását célzó mozgalmat kell beállítani és csak azokat szabad szóhoz juttatni, akik ezt így értelmezik
17. A magyar hadsereget harmadára kell csökkenteni
18. A Szovjetunió az átmentett kommunistákon keresztül megtartja politikai befolyását Magyarországon, az Egyesült Államok viszont megerősítheti a gazdaságit
19. Magyarország teljes garanciát ad a magyarországi nemzetiségek nyelvi, népi, kulturális, politikai és gazdasági jogainak gyakorlására
20. Magyarország teljesen kártalanítja a magyarországi zsidóságot a második világháború alatt elszenvedett veszteségeiért

## A paktum gondolatának népszerűsége
A paktum az összeesküvéselméletekre fogékony, főleg radikális jobboldali körökben tett szert nagyobb „népszerűségre”. Az utána kutatók is a radikális- illetve szélsőjobboldali amerikai magyar sajtóban találták meg a legkorábbi, 1992-es említését. „Sikerét” jól jellemzi, hogy 2004 májusában egy szintén radikális jobboldali médiumban egy második rózsadombi paktum híre is napvilágot látott. Az irományt kitalálói ugyan provokációnak szánták a paktumban hívők kigúnyolására, de az mégis „önálló életre kelt” és az elsőhöz hasonlatos „karriert” futott be.

## Kérdőjelek, ellenérvek
A feltételezett 1989. március 15-ei keltezéskor az összeesküvés-elmélet szerinti paktum „aláírói” közül Boross Péter még semmilyen politikai szerepet nem vállalt, egy vendéglátóipari cég vezetője, Antall József pedig egy „egyszerű” MDF alapító-párttag volt, aki fölött a szervezeti hierarchiában akkor még gyakorlatilag az MDF teljes vezetése állt. Göncz Árpád a frissen alakult SZDSZ tagja volt, 1989. március 15-én a párthierarchiában felette is számos ember állt. Horn Gyula sem volt az MSZMP vezetői között, a szóban forgó időszakban külügyminiszteri tisztséget viselt. (Az MDF-et Bíró Zoltán, az SZDSZ-t kilenc ügyvivő, az MSZMP-t pedig – névleg – Kádár János vezette) Zoltai Gusztáv 1987–2014 között a Budapesti Zsidó Hitközségek ügyvezető igazgatója, 1991–2013 között a Magyarországi Zsidó Hitközségek Szövetsége (Mazsihisz) ügyvezető igazgatója, Paskai László pedig esztergomi érsek volt.
[Az előbbinél jóval árnyaltabb képet mutat, ha a névsort az állítólagos „eredeti” találkozási időpontra, 1991. március 15-re kivetítve vizsgáljuk, hiszen abban az időpontban már mind a hét megnevezett személy magas beosztású közéleti tisztséget viselt: Antall a miniszterelnök, Boross a polgári titkosszolgálatokat felügyelő tárca nélküli miniszter, Göncz a köztársasági elnök, Pető és Horn ellenzéki pártvezető, Paskai és Zoltai pedig egyházi csúcsvezető volt.]
Dávid Ibolya 2004-ben egy televíziós műsorban kijelentette, hogy Antall József tagadta a paktum létét. „Ami volt, az az Országgyűlés megalakulásakor, azért hogy kormányozható legyen Magyarország, egy olyan alkotmánymódosítás, amelyet ott a Parlamentben mindenki által tárgyalt módon a kétharmados törvények csökkentése érdekében a Magyar Demokrata Fórum és az SZDSZ között jött létre…”.
Szűrös Mátyás 2005-ben az Új nemzedék programsorozat keretében A rózsadombi paktumtól a Taxisblokádig címmel tartott előadást, melyben kifejtette, hogy a szöveg kitaláció és semmilyen külső nagyhatalom nem diktált a térség politikájának kialakításában, mint ahogy ez a világ egyetlen pontján sem jellemző, mert a hatalom eszmeisége nem engedhet meg ilyet. Megjegyezte, hogy Magyarország volt az egyetlen, ahol a korábbi politikai elit is részt vett a demokratizálás elősegítésében. „… a bomlás és alakulás idején a szovjet hadsereg 20 elit hadosztályt tartott fegyverben az NDK-ban, többet, mint az egész magyar haderő. Ez azt jelenti, hogy nem akarták feladni pozíciójukat. Aztán jött Málta, a két elnökkel. Ezen megegyeztek, hogy szabad folyást adnak a kelet-európai eseményeknek … a KGB nagy erőkkel volt akkoriban jelen nálunk. Igaz, egészen közvetlen szerepet nem vállalt, eltérően 1956-tól”.